# ستر ایرلندی
ستر ایرلندی (به انگلیسی: Irish Setter)، نام یکی از نژادهای سگ است که خاستگاه آن به ایرلند بازمی‌گردد.

## نگارخانه

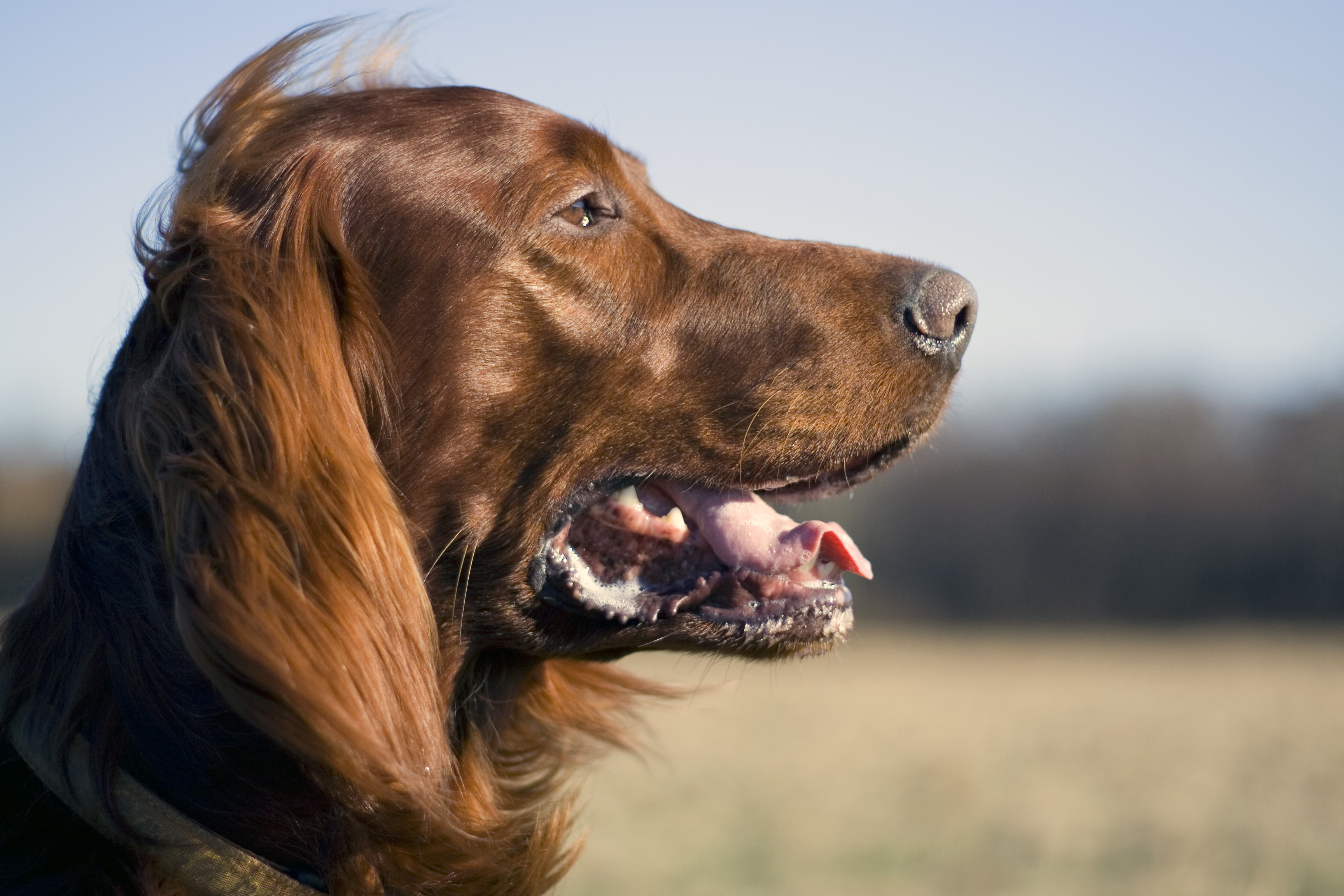
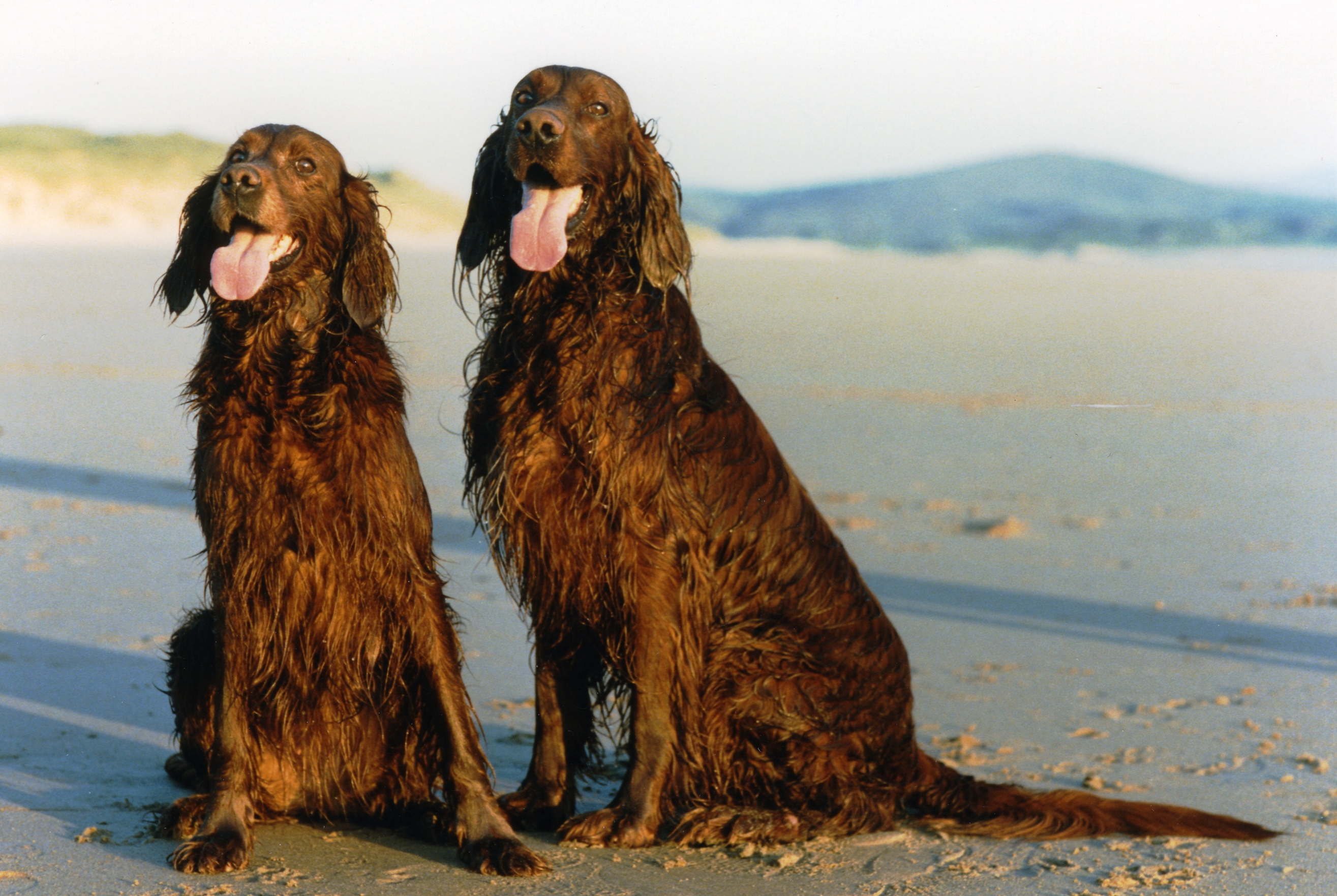